# هولاسیتسه
هولاسیتسه (به چکی: Holasice) یک منطقهٔ مسکونی در جمهوری چک است که در ناحیه برنو-تسوونتری واقع شده‌است. هولاسیتسه ۳٫۵۳ کیلومتر مربع مساحت و ۹۷۵ نفر جمعیت دارد و ۱۹۸ متر بالاتر از سطح دریا واقع شده‌است.